# Rammstein: Paris
Rammstein: Paris – film koncertowy niemieckiego zespołu metalowego Rammstein w reżyserii szwedzkiego reżysera Jonasa Åkerlunda, którego premiera w kinach miała miejsce 23, 24 i 29 marca 2017. Jest to zapis dwóch wyprzedanych koncertów zespołu Rammstein z 5 i 7 marca 2012 roku, które odbyły się w paryskiej hali Bercy w ramach trasy promocyjnej kompilację Made In Germany 1995–2011, a także krótkometrażowy materiał dokumentalny o powstawaniu wydawnictwa.

## Wersje wydawnictwa
- Rammstein: Paris (2 CD)
- Rammstein: Paris (DVD)
- Rammstein: Paris (Blu-Ray)
- Rammstein: Paris (DVD + 2 CD)
- Rammstein: Paris (Blu-Ray + 2 CD)
- Rammstein: Paris (Blu-Ray + 2 CD wersja w metalowym opakowaniu)
- Rammstein: Paris (4 LP + 2 CD)[2].

## Lista utworów
Blu-ray
- Intro
- Sonne
- Wollt Ihr Das Bett In Flammen Sehen
- Keine Lust
- Sehnsucht
- Asche zu Asche
- Feuer Frei!
- Mutter
- Mein Teil
- Du Riechst So Gut
- Links 2-3-4
- Du Hast
- Haifisch
- Bück Dich
- Mann Gegen Mann
- Ohne Dich
- Mein Herz Brennt
- Amerika
- Ich Will
- Engel
- Pussy
- Frühling In Paris

CD 1
- Intro
- Sonne
- Wollt Ihr Das Bett In Flammen Sehen
- Keine Lust
- Sehnsucht
- Asche zu Asche
- Feuer Frei!
- Mutter
- Mein Teil
- Du Riechst So Gut
- Links 2-3-4
- Du Hast
- Haifisch

CD 2
- Bück Dich
- Mann Gegen Mann
- Ohne Dich
- Mein Herz Brennt
- Amerika
- Ich Will
- Engel
- Pussy
- Frühling In Paris